# Eparchia Gizy
Eparchia gizańska (łac. Eparchia Gizensis)  – eparchia Kościoła katolickiego obrządku koptyjskiego w Egipcie, z siedzibą w Gizie. Została erygowana jako sufragania patriarchatu Aleksandrii 21 marca 2003. Powstała poprzez wyłączenie z terytorium eparchii aleksandryjskiej. 

## Biskupi
- Andraos Salama (21 marca 2003 – 6 grudnia 2005)
- Antonios Aziz Mina (3 stycznia 2006 – 23 stycznia 2017)
- Toma Adly Zaki (od 25 marca 2019)